# Илейко, Виталий Михайлович
Виталий Михайлович Илейко — советский хозяйственный деятель.

## Биография
Родился в 1929 году в Верхнеднепровске. Член КПСС.
Окончил Киевский политехнический институт.
В 1951—1958 гг. — инженер технического отдела, начальник лаборатории, заместитель начальника цеха № 25, начальник цеха № 17, заместитель начальника, начальник производства, в 1958—1964 гг. — главный инженер, в 1964—1970 гг. — директор Челябинского радиозавода.
В 1970—1994 гг. — генеральный директор производственного объединения «Полёт» Министерства радиопромышленности СССР, в 1990—1995 гг. — председатель совета директоров Челябинвестбанка.
За разработку и внедрение радиотехнических систем ближней навигации и посадки летательных аппаратов был в составе коллектива удостоен Государственной премии СССР 1967 года закрытым Постановлением Совета Министров и ЦК КПСС.
За работу в области корабельного оборудования был в составе коллектива удостоен Государственной премии СССР 1985 года закрытым Постановлением Совета Министров и ЦК КПСС
Умер в 2006 году в Челябинске.

## Награды
- Орден Ленина (1974)
- Орден Трудового Красного Знамени (1969, 1978)
- Орден Знак Почёта (1966)